# Zwarte Toren (Brussel)

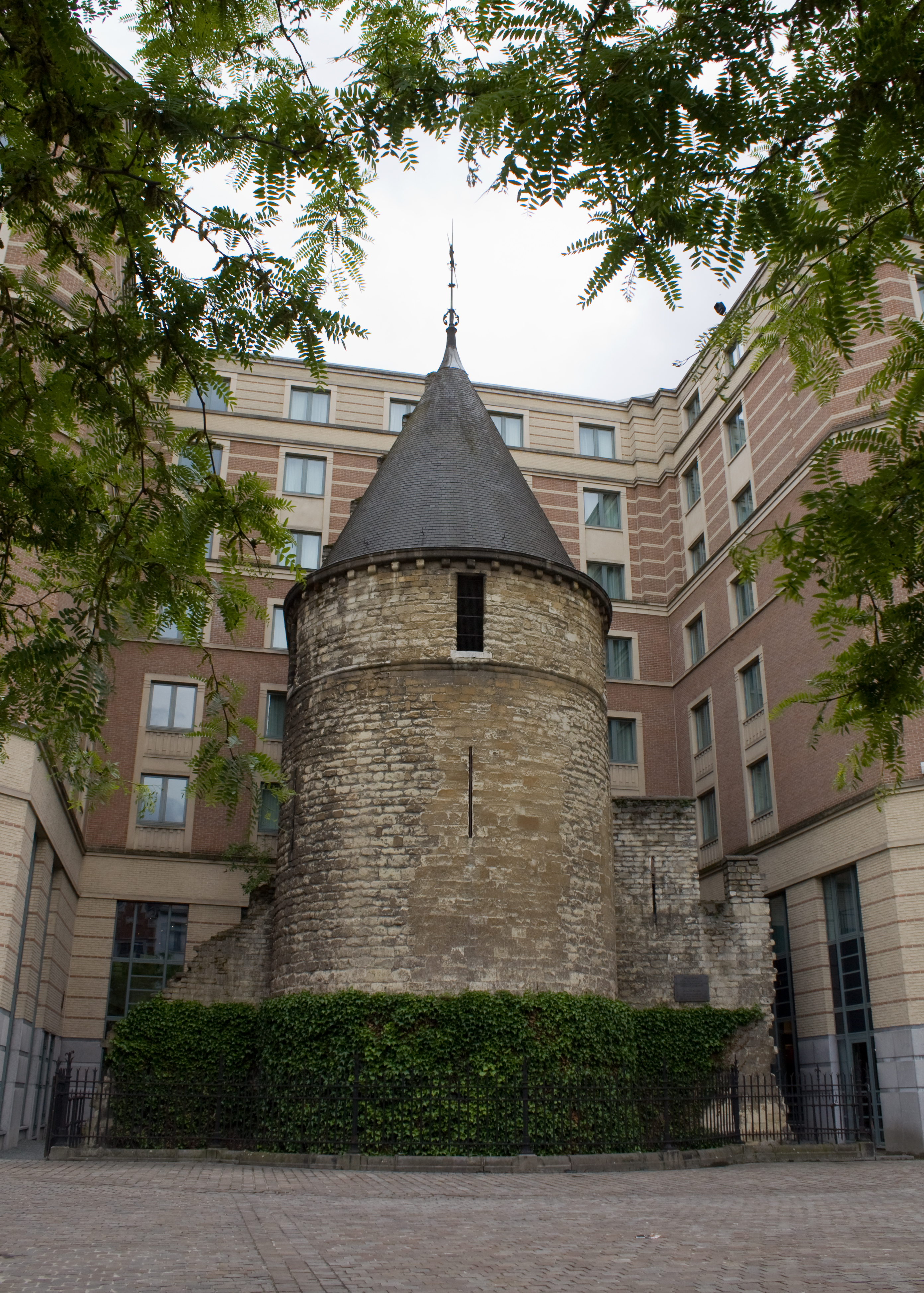
De Zwarte Toren in 2010

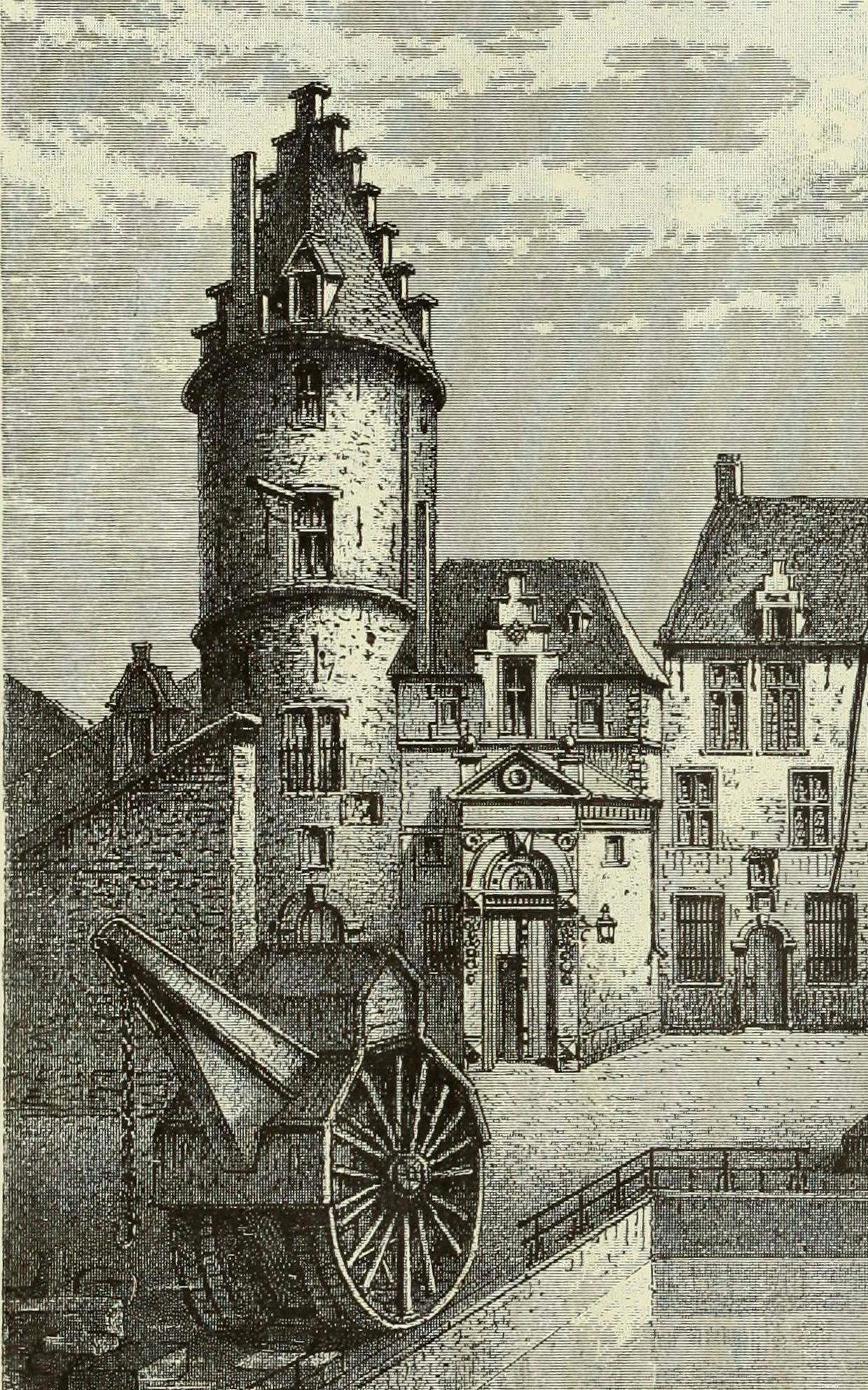
De Zwarte Toren in 1732

De Zwarte Toren (Frans: Tour Noire) is een overblijfsel van de eerste stadsmuur van Brussel en staat aan het Sint-Katelijneplein. Het bouwwerk, waarvan doorgaans wordt aangenomen dat het uit het begin van de 13e eeuw dateert, is grotendeels ingesloten door het moderne Novotelhotel.

## Geschiedenis
De bouw van de tweede stadsmuur vanaf 1357 ontnam de eerdere vestingwerken van Brussel hun militaire belang. Er volgde een gedeeltelijke ontmanteling, maar vele stukken raakten ook verbonden met het stadsweefsel. Men veronderstelt dat de Zwarte Toren in de 16e eeuw privébezit werd na de aanleg van het Sint-Katelijnedok in 1564 en de verkaveling van de omliggende terreinen, want hij was geïntegreerd in het estaminet In den Toren.
Na het dempen van het Sint-Katelijnedok in 1853 verrezen in de wijk nieuwe constructies zoals de Sint-Katelijnekerk (1854), de Centrale Hallen (1872) en de Vismarkt (1882). In 1887 kwam de toren in vervallen staat tevoorschijn van tussen gesloopte gebouwen en dreigde hij hetzelfde lot te ondergaan, maar burgemeester Karel Buls dwong het behoud af. Hij liet de toren in de jaren 1888-1889 onderzoeken door Henri Wauwermans en Paul Combaz en vervolgens restaureren door Victor Jamaer. Overeenkomstig de inzichten van die tijd verwijderde deze latere transformaties zoals het zadeldak en de ramen en reconstrueerde hij het halfkegelvormige dak en de trapgevel. Oorspronkelijk had de toren echter een platte bovenbouw met kantelen.
Rond de Zwarte Toren bouwde Etienne Esders een grote kledingwinkel, A la Grande Fabrique. De toren werd in 1937 het eerste beschermde monument in Brussel. Esders sloot in 1974 en het gebouw brandde af in 1990. Er gingen stemmen op om rond de toren een park aan te leggen, maar in plaats daarvan kwam er een hotel dat de toren omsloot zoals voorheen de Magasins Esders, maar dan hoger. Na archeologisch onderzoek in 1993 kwam de bouw in 1999 gereed.

## In de populaire cultuur
De toren komt voor in Le conservateur de la Tour Noire, een roman van George Garnir uit 1908 (met een beschrijving p. 33-36).
Marc Sleen liet Nero er in 1983 een avontuur beleven in het album 85: De Zwarte Toren.